# Carl Valeri
Pour les articles homonymes, voir Valeri.
Carl Valeri, né le 14 août 1984 à Canberra, est un footballeur international australien évoluant au poste de milieu de terrain.

## Biographie
En club, Carl Valeri n'a joué qu'en Italie, de 2004 à 2005 au SPAL Ferrara, de 2005 à 2009 à l'US Grosseto FC et depuis 2009 à l'US Sassuolo.
À l'issue de sa quatrième saison à Sassuolo, qui coïncide avec la promotion en première division du club d'Émilie-Romagne, Valeri devient le huitième australien de l'histoire à jouer en Serie A.
En janvier 2014, il signe en  faveur de Ternana.
Il est sélectionné pour la première fois en équipe d'Australie de football en 2007 et fait partie du groupe des vingt-trois sélectionnés pour la Coupe du monde de football de 2010. Il marque son premier but avec les Socceroos en demi-finale de la Coupe d'Asie 2011 contre l'Ouzbékistan (6-0).

## Buts internationaux
| # | Date            | Lieu        | Adversaire  | Score | Résultat | Compétition                                           |
| - | --------------- | ----------- | ----------- | ----- | -------- | ----------------------------------------------------- |
| 1 | 25 janvier 2011 | Doha, Qatar | Ouzbékistan | 5-0   | 6-0      | Coupe d'Asie des nations de football 2011 Demi-finale |

## Palmarès
- Championnat d'Australie en  2015 et 2018